# La Ròca e Calhaus
La Ròca sus l'Òssa (en francès Larroque-sur-l'Osse) és un municipi francès situat al departament del Gers i a la regió d'Occitània.

## Demografia
| 1962                                       | 1968 | 1975 | 1982 | 1990 | 1999 | 2006 |
| ------------------------------------------ | ---- | ---- | ---- | ---- | ---- | ---- |
| 392                                        | 350  | 270  | 258  | 254  | 226  | 198  |
| Des de 1962: població sense dobles comptes |      |      |      |      |      |      |

## Administració
| Període   | Identitat        | Partit |
| --------- | ---------------- | ------ |
| 2001-2008 | Christian Aubry  |        |
| 2001-     | Patricia Esperon |        |